# Лысенко, Татьяна Феликсовна
Татья́на Фе́ликсовна Лысе́нко (укр. Тетяна Феліксівна Лисенко; род. 23 июня 1975, Херсон, Украинская ССР, СССР) — советская и украинская гимнастка, двукратная олимпийская чемпионка, чемпионка мира, заслуженный мастер спорта СССР (1992).

## Спортивные достижения
Олимпийские игры
| Год  | Абсолютное | Командное | Опорный прыжок | Брусья   | Бревно | Вольные упражнения |
| ---- | ---------- | --------- | -------------- | -------- | ------ | ------------------ |
| 1992 | 7          | 1         | 3              | 13 (кв.) | 1      | 12 (кв.)           |

Выступления на чемпионатах мира и первенствах СССР:
| Год  | Первенство       | Абсолютное | Командное | Опорный прыжок | Брусья | Бревно | Вольные упражнения |
| ---- | ---------------- | ---------- | --------- | -------------- | ------ | ------ | ------------------ |
| 1990 | Кубок мира       | 1          |           |                | 1      |        |                    |
| 1990 | Чемпионат СССР   | 11         |           | 3              | 4      |        |                    |
| 1991 | Чемпионат мира   | 13         | 1         |                |        |        |                    |
| 1991 | Чемпионат СССР   | 2          |           |                |        |        |                    |
| 1992 | Чемпионат мира   |            |           |                | 9      | 7      | 3                  |
| 1992 | Чемпионат Европы | 4          |           | 6              | 2      |        | 4                  |
| 1992 | Чемпионат СНГ    | 1          |           | 2              |        | 2      |                    |
| 1993 | Чемпионат мира   | 3          |           |                |        |        |                    |

## Биография
Татьяна сейчас живёт в Сан-Франциско (США), где она окончила юридический факультет.